# Élection gouvernorale komie de 2025
L'élection gouvernorale komie de 2025 a lieu le 14 septembre 2025, lors du jour de vote unique, afin d'élire le gouverneur de la République des Komis, l'une des 22 républiques de la fédération de Russie. Le gouverneur par intérim de la République, Rostislav Goldstein, est éligible pour un mandat complet.

## Contexte

### Entrée en fonction d'Ouïba
Le vice-ministre russe de la Santé, Vladimir Ouïba, a été nommé chef par intérim de la République des Komis en avril 2020, en remplacement du titulaire, Sergueï Gaplikov. Gaplikov a quitté ses fonctions après une mauvaise gestion de la pandémie de COVID-19 et des manifestations écologiques de la gare de Chies de 2018-2020. Ouïba s'est présenté pour un mandat complet en tant qu'indépendant avec le soutien de Russie unie et a remporté l'élection avec 73,18 % des voix. Cependant, le principal adversaire d'Ouïba, Oleg Mikhaïlov, membre du Conseil d'État de la République des Komis et chef de la branche régionale du Parti communiste, a été interdit de se présenter après avoir échoué à passer le filtre municipal. 

### Mandat d'Ouïba
Le mandat d'Ouïba comme gouverneur a été marqué par de nombreuses controverses et conflits suscités par son comportement. En avril 2021, après le discours annuel du chef de la République des Komis au Conseil d'État de la République des Komis, Ouïba a répondu de manière obscène aux critiques du membre du Conseil d'État Oleg Mikhaïlov et a personnellement menacé le politicien. En mai 2021, après une marée noire près d'Oussinsk, Ouïba s'est disputé avec les membres de la communauté, se faisant appeler « leur Vladimir Poutine » après qu'un habitant local a suggéré de se plaindre au président russe. En décembre 2022, Ouïba s'est à nouveau disputé avec les habitants locaux, qualifiant les activistes écologistes de « déchets écologiques » pour leur opposition à la construction d'une installation de tri des déchets. Finalement, en avril 2023, un policier de Syktyvkar a demandé à Ouïba de déplacer son cortège bloquant un parking, mais le chef de Komi a refusé et a publiquement fustigé le responsable des forces de l'ordre.
Le faible soutien populaire envers le chef de la République s'est également répercuté sur les résultats des élections. Aux élections législatives russes de 2021, Russie unie n'a obtenu que 29,44 % des voix dans la République des Komis, soit son troisième plus mauvais résultat au niveau national (Russie unie a tout de même terminé en tête devant les 26,88 % remportés par le Parti communiste), ce qui a également conduit le groupe régional Russie unie, dirigé par Vladimir Ouïba, à ne remporter aucun siège à la Douma d'État par listes de parti. Parallèlement, dans la circonscription de Syktyvkar, la candidate de Russie unie, Olga Savastianova, alors présidente du comité des règles de la Douma, a été battue par le communiste Oleg Mikhaïlov, obtenant 26,8 % des voix contre 32,4 % pour Mikhaïlov. Avec l'élection de Mikhaïlov, l'avocat et militant des droits de l'Homme Viktor Vorobiov l'a remplacé à son siège au Conseil, et le 1er mars 2022, depuis la tribune du Conseil, Vorobiov a condamné l'invasion russe de l'Ukraine. Il fut le 20 mars le premier député de Russie à se voir être attribué le titre d'agent étranger, et fut peu après contraint de démissionner. Le nouveau leader régional des communistes au Conseil, Nikolaï Ourodatine, l'a remplacé, et son mandat a été marqué par une proposition d'élargissement des conditions d'égibilité pour le poste de gouverneur, en vain, et de militer pour le drapeau de style scandinave de la République des Komis au lieu de celui calqué sur le modèle russe. La branche du Parti communiste russe dans la République a adopté des positions régionalistes et moins en lien avec celles du parti fédéral.
En raison des conflits permanents d'Ouïba avec les élites locales et les citoyens, il a toujours été considéré comme l'un des gouverneurs russes les plus susceptibles d'être remplacés. Ouïba a également été attribué à une mauvaise gestion, un manque de compétences en communication et en positionnement, ainsi qu'un conflit personnel avec Lukoil, le plus gros contribuable de la république. Le 5 novembre 2024, Vladimir Ouïba a annoncé sa démission de son poste. Plus tard dans la journée, le président Poutine a approuvé la démission d'Ouïba et l'a nommé premier chef adjoint de la principale direction médicale militaire du ministère de la Défense. Poutine a également nommé le gouverneur de l'oblast autonome juif Rostislav Goldstein gouverneur intérim de la République. Goldstein a auparavant vécu à Komis pendant 17 ans, a siégé au Conseil d'État de la République des Komis et a représenté le sujet à la Douma d'État.

### Mandat par intérim de Goldstein
Alors que précédemment les élites régionales de Russie unie passaient des accords avec les autres partis avant les élections pour fixer les sièges de chacun, la presse régionale a noté que Goldstein n'avait pas initié les même démarches, ce dernier souhaitant éliminer les partis d'oppositions systémiques dans la République, afin de faire bonne impression auprès de Moscou, région classée par le Kremlin comme à risque en raison des résultats électoraux de Russie unie. Oleg Mikhaïlov voudrait selon la presse régionale se présenter pour faire face à la défaite à venir de son parti aux élections de la République en septembre 2025 au Conseil, à la douma municipale de la capitale et à des assemblées locales. Il cherche à recueillir les signatures, tandis que l'administration de Goldstein aurait déjà commencé les démarches pour l'empêcher de les récolter, dans l'objectif qu'il ne puisse pas se présenter aux élections gouvernorales. 

## Système électoral
Dans la République des Komis, les candidats à la tête de la République peuvent être nommés par des partis politiques enregistrés ou par auto-nomination. Le candidat au poste de gouverneur doit être un citoyen russe et avoir au moins 30 ans. Les candidats ne doivent pas avoir de citoyenneté étrangère ou de permis de séjour. Chaque candidat pour être enregistré est tenu de recueillir au moins 10 % des signatures des membres et des chefs de municipalités. De plus, les candidats auto-nommés doivent recueillir 1 des signatures des habitants de la République. 
En outre, chaque candidat présente 3 candidatures au Conseil de la Fédération et le vainqueur des élections nomme ensuite l'un des candidats présentés.

## Candidats

### Potentiels
- Rostislav Goldstein (Russie unie), chef par intérim de la République des Komis (2024-présent), ancien gouverneur de l'oblast autonome juif (2019-2024) ;
- Oleg Mikhaïlov (KPRF), député de la Douma d'État (2021–présent)[22],[23].

## Résultats
| Candidats                | Candidats            | Partis      | Votes | %   |
| ------------------------ | -------------------- | ----------- | ----- | --- |
|                          | Rostislav Goldstein  | Russie unie |       |     |
|                          | Oleg Mikhaïlov       | KPRF        |       |     |
|                          | Votes blancs ou nuls |             |       |     |
|                          |                      |             |       |     |
| Votes valides            |                      |             |       |     |
| Votes blancs ou nuls     |                      |             |       |     |
| Total                    | Total                | Total       |       | 100 |
| Abstention               |                      |             |       |     |
| Inscrits / participation |                      |             |       |     |